# Estação Laguna Quiñenco
A Estação Laguna Quiñenco é uma das estações do Biotrén, situada em Coronel, entre a Cristo Redentor e a Estação Coronel. Administrada pela Ferrocarriles del Sur (FESUR), faz parte da Linha 2.
Foi inaugurada em 29 de fevereiro de 2016. Localiza-se no cruzamento da Avenida Carlos Pratt González com a Rua Yobilo. Atende o setor de Villa Mora.